# Les Yeux secs (roman)
Pour l’article homonyme, voir Les Yeux secs (film).
Les Yeux secs est un roman écrit par Arnaud Cathrine en 1998. Il s'agit de son premier roman.